# Dionisio Arango Ferrer
Dionisio Arango Ferrer (Abejorral, 16 de diciembre de 1885-Medellín, 13 de diciembre de 1968) fue un médico y político colombiano, que se desempeñó en dos ocasiones como gobernador de Antioquia.

## Biografía
Hijo del dos veces gobernador de Antioquia Dionisio Arango Mejía y de Mercedes Ferrer Alfaro, hermana del gobernador de Antioquia Rubén Ferrer Alfaro, realizó sus primeros estudios en el Colegio de San José y en el Colegio de San Ignacio. Estudió medicina en la Universidad Nacional de Colombia, obteniendo de esta misma universidad una especialización en enfermedades tropicales. 
Inició trabajando en los hospitales San Juan de Dios y Agua de Dios en Bogotá. En 1910 se convirtió en el médico del hospital del Ferrocarril de Antioquia, trabajo que conservó por más de 20 años. Alternó su trabajo allí con dar clases en la Universidad de Antioquia, para convertirse en decano de la Facultad de la Medicina de esta institución a mediados de la década de 1930. 
En el campo político fue elegido al Concejo de Medellín en 1912, diputado a la Asamblea de Antioquia en 1918 y Representante a la Cámara en 1937, 1939, 1941 y 1943. En dos ocasiones ejerció como gobernador de Antioquia, la primera bajo el gobierno de Mariano Ospina Pérez, nombrado el 10 de abril de 1948, apenas un día después del Bogotazo, ocupando el puesto hasta el 10 de diciembre del mismo año. Lo volvió a ser durante el gobierno de Roberto Urdaneta, en pleno apogeo de La Violencia, entre el 31 de julio de 1952 y el 18 de junio de 1953. Llegó a ser por varios años presidente del Directorio Conservador en Antioquia y fue miembro de la Academia de Medicina de Antioquia. 
Casado en dos ocasiones, la primera con Isabel Villa Santamaría y la segunda con María Mercedes Santamaría Escobar, ambas hijas de importantes familias de políticos locales. 